# براینامان
براینامان (به انگلیسی: Brynamman) یک روستا در بریتانیا است که در کارمارتنشر واقع شده‌است.